# Metaplexis hemsleyana
Metaplexis hemsleyana är en oleanderväxtart som beskrevs av Oliver. Metaplexis hemsleyana ingår i släktet Metaplexis och familjen oleanderväxter. Inga underarter finns listade i Catalogue of Life.